# Río Máloye Kamliuko
El río Máloye Kamliuko (en ruso: Малое Камлюко) es un río del Cáucaso septentrional en el raión de Jabez de la república de Karacháyevo-Cherkesia del sur de Rusia. Es un afluente por la izquierda del Kamliuko, que lo es del río Mali Zelenchuk, que desemboca en el río Kubán.

## Curso
El río nace el las alturas al este de Kosh-Jabl, que separan sus aguas de las del río Kara-Pago, del valle del Kubán. Su curso discurre por 4.7 km por un estrecho valle en dirección norte y noroeste hasta la desembocadura en la orilla izquierda del Kamliuko antes de que este llegue a Kosh-Jabl.